# Ra Gusela
Ra Gusela, někdy nazývaná také Monte Gusela, La Gusela je hora o nadmořské výšce 2595 m n. m. nalézající se v Dolomitech nad průsmykem Passo di Giau v regionu Benátsko.

## Poloha
Ra Gusela leží jihozápadně od města Cortina d'Ampezzo v Ampezzanských Dolomitech severně od Passo di Giau. Je to nejjižnější a zároveň nejvýchodnější vyvýšenina hřebene Nuvolau ve skupině Nuvolaugruppe. Na severozápadě se nachází sousední hora Monte Nuvolau (2574 m) s Rifugio Nuvolau.
Zatímco nápadná jižní a východní strana klesá vertikálně o několik set metrů směrem k Passo di Giau, severní strana klesá mírněji směrem k Cinque Torri. Monte Gusela je tvořena kassickými dolomity ze středního a svrchního triasu. Západní hřeben jako součást hřebene Nuvolau spojuje La Gusela s Monte Nuvolau. Na jihozápadní straně se nacházejí zbytky blokového ledovce, který se stal stanovištěm některých rostlin, jako je Střevíčník pantoflíček, kozinec jižní a rozchodník horský.

## Alpinismus
Není známo, kdy byla hora poprvé zdolána. Pravděpodobně po výstavbě chaty Sachsendank Ampezzanskou sekcí DÖAV v roce 1883 poměrně snadným západním hřebenem. Jižní stěnu poprvé vylezli v roce 1899 dva průvodci z Ampezza Angelo Maioni, Angelo Gaspari a sourozenci Schmittovi.

## Dostupnost

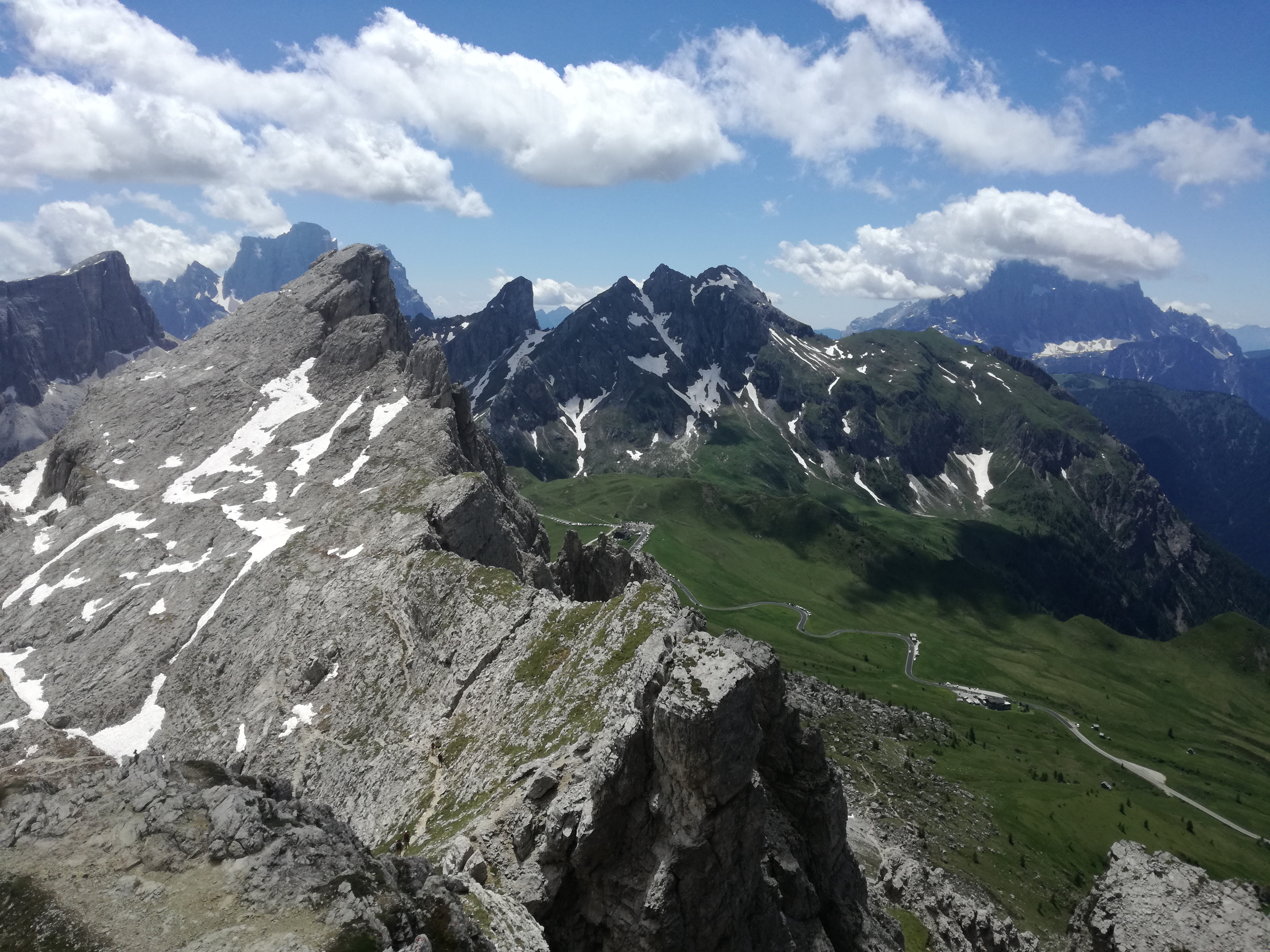
Hřeben Nuvolau se severním úbočím Gusela, vpravo Passo di Giau. V pozadí zleva doprava: Monte Formin (2657 m), Monte Pelmo (3168 m), Monte Cernera (2664 m) a Monte Civetta (3220 m) zahalené v mracích.

Na vrchol Ra Gusela se mohou vydat i zkušení horští turisté po ferratě Ra Gusela. Přibližně 200 m vysoké jižní a východní stěny zároveň nabízejí množství lezeckých cest různých stupňů obtížnosti. Nejjednodušší je výstup přes sousední horu Monte Nuvolau na západě, což je 30 minut chůze. Od chaty rifugio Nuvolau vede ferrata Ra Gusela místy po žebřících a zajištěná lany částečně po hřebeni Nuvolau a částečně pod ním na Ra Gusela. Pod vrcholem se z via ferraty odpojuje několik cest na vrchol Ra Gusela.

## Mapy
- APAT – Agenzia per la protezione dell’ambiente e per i servizi technici: Carta Geologica d’Italia. Foglio 29 Cortina d’Ampezzo.